# 阿河滩清真寺
阿河滩清真寺，位于中国青海省海东市化隆回族自治县甘都镇阿河滩村，为第五批青海省文物保护单位，公布日期为1988年9月15日，类型为古建筑。
阿河滩清真寺的历史年代为清。